# Смилян (Болгарія)
Смиля́н (болг. Смилян) — село в Смолянській області Болгарії. Входить до складу общини Смолян.

## Населення
За даними перепису населення 2011 року у селі проживали 1789 осіб.
Національний склад населення села:
| Національність   | Кількість осіб | Відсоток |
| ---------------- | -------------- | -------- |
| болгари          | 930            | 94,2 %   |
| цигани           | 41             | 4,2 %    |
| турки            | 7              | 0,7 %    |
| інша             | 4              | 0,4 %    |
| не визначились   | 5              | 0,5 %    |
| Всього відповіли | 987            |          |

Розподіл населення за віком у 2011 році:
Динаміка населення: